# Alchemilla polemochora
Alchemilla polemochora é uma espécie de rosácea do gênero Alchemilla, pertencente à família Rosaceae.